# 세르히 코노발로우
세르히 코노발로프(1972년 3월 1일~)는 우크라이나의 은퇴한 축구 선수로, 과거 코놀이라는 등록명으로 포항 스틸러스에서 활약하였다. 1991년 FIFA 세계 청소년 축구 선수권 대회 소련 대표팀의 일원으로 참가하였다.